# Enid Bagnold
Enid Algerine Bagnold, Lady Jones bekend als Enid Bagnold (CBE) (Rochester, 27 oktober 1889 - Rottingdean, 31 maart 1981) was een Britse schrijfster, zowel van boeken als van toneelstukken.
Haar bekendste werk National Velvet werd in 1935 uitgebracht. Het werd in 1944 verfilmd met Elizabeth Taylor in de hoofdrol. A Diary Without Dates werd in 2012 in het Nederlands vertaald door Erwin Mortier onder de titel Dagboek zonder data.

## Biografie

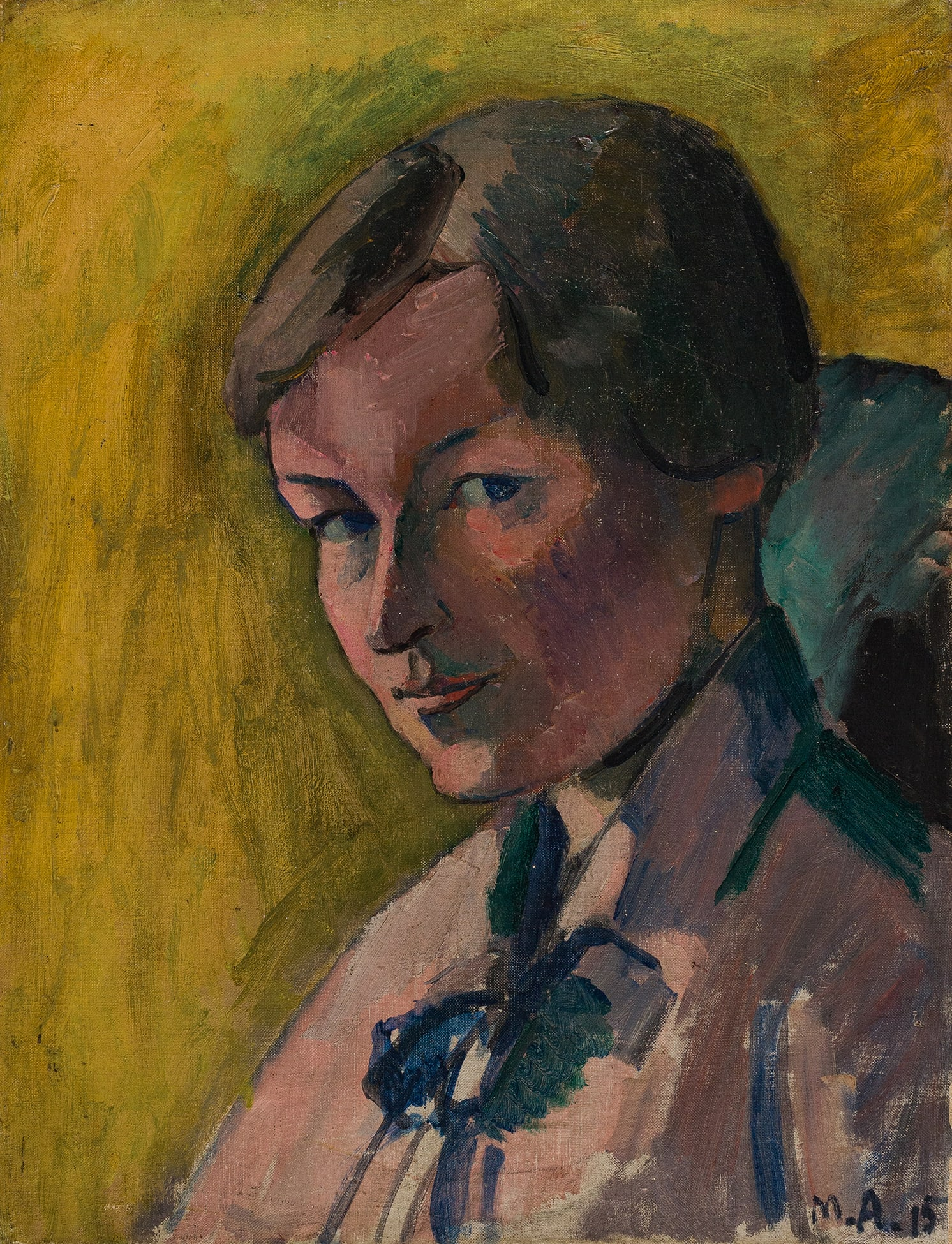
'Enid Bagnold Age c.25' (Maurice Asselin, 1915)

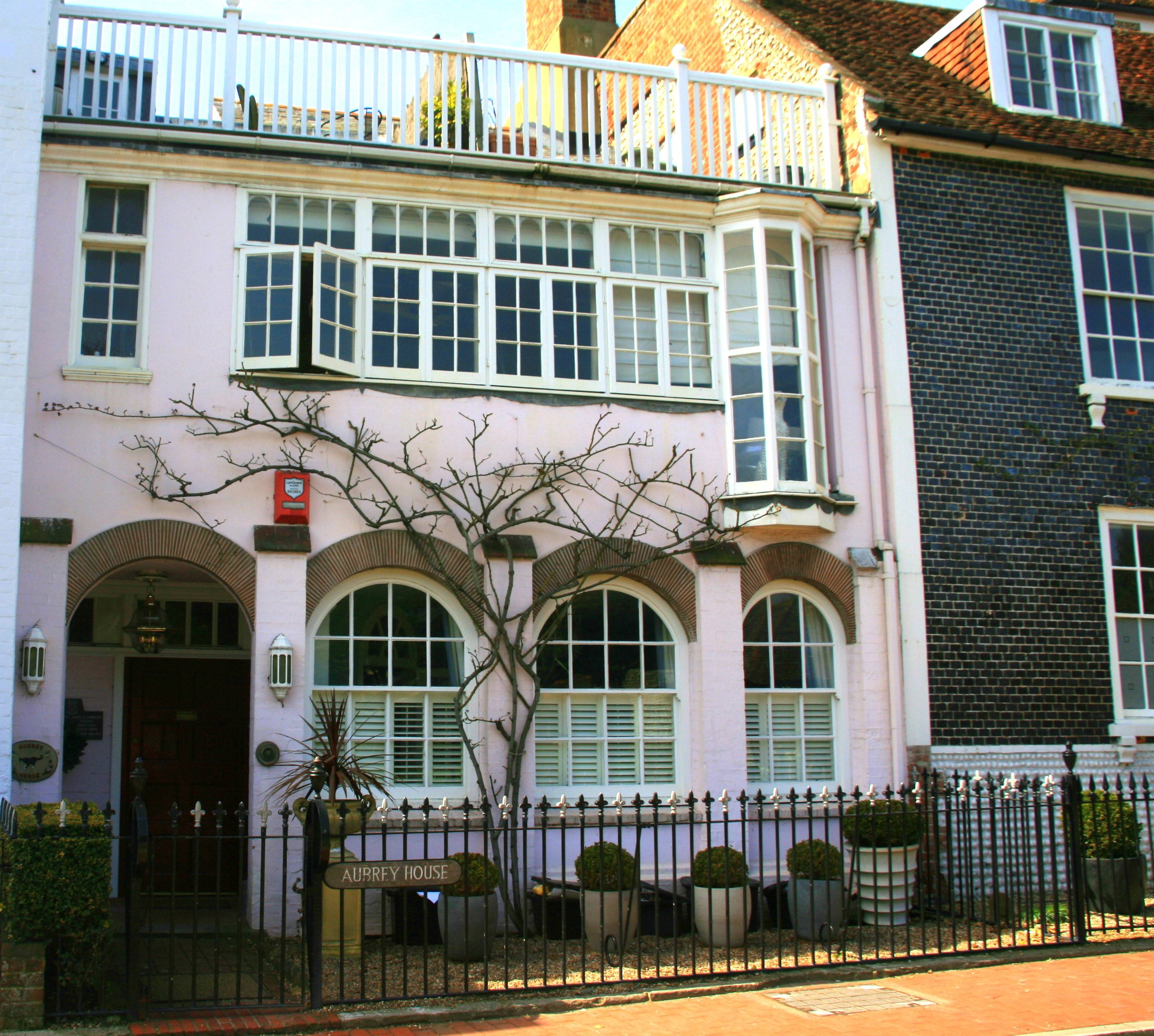
Deel van het voormalige huis van Enid Bagnold in Rottingdean

Bagnold werd geboren als de dochter van kolonel Arthur Henry Bagnold (1854-1943) en zijn echtgenote Ethel Alger en bracht een groot deel van haar jeugd door in Jamaica. Eerst liep zij school in de Prior's Field School in Godalming om nadien een artistieke opleiding te volgen in Londen onder de leiding van Walter Sickert. In 1913 werd zij redactioneel medewerkster bij het magazine Modern Society, dat werd uitgegeven door Frank Harris.
Gedurende de Eerste Wereldoorlog was zij verpleegster in een militair hospitaal in Woolwich. Haar ervaringen daar pende ze neer in wat later een boek werd, haar debuut A Diary Without Dates, dat in januari 1918 uitkwam, nog voor het einde van de oorlog. Zij schreef er over de gruwel van de oorlog, ook met oog voor al wat fout kon gaan in het systeem. Zij werd hierom ontslagen en trok naar Frankrijk voor ander oorlogswerk. Haar periode in Frankrijk beschreef ze in The Happy Foreigner.
In 1920 huwde ze met sir Roderick Jones bij wie ze vier kinderen kreeg. Ze was onder meer de overgrootmoeder van Samantha Cameron, de echtgenote van de Britse premier David Cameron.

### Nederlandse vertalingen
- Enid Bagnold: Dagboek zonder data. Vertaald door Erwin Mortier. Amsterdam, De Bezige Bij, 2012. ISBN 978-90-234-7283-4 (2e druk: 2014)
- Enid Bagnold: Haar grote droom. Vertaald (van National Velvet) door M. Keizer-Duvivie. Houten, Kadmos, 1987. ISBN 90-6790-131-8
- Enid Bagnold: De kalktuin. Vertaald door Marie-Sophie Nathusius. Rotterdam, 1956
- Enid Bagnold: Elly en Thomas en Jo. Vertaald door N. Brunt. Rotterdam, Nijgh & Van Ditmar, 1932

### Origineel
- A Diary Without Dates (1918)
- The Sailing Ships and other poems (1918)
- The Happy Foreigner (1920)
- Serena Blandish or the Difficulty of Getting Married (1924)
- Alice & Thomas & Jane (1930)
- National Velvet (1935)
- The Door of Life (1938)
- The Squire (1938)
- Lottie Dundass (1943) toneel
- Two Plays (1944)
- The Loved and Envied (1951)
- Theatre (1951)
- The Girl's Journey (1954)
- The Chalk Garden (1955) toneel
- The Chinese Prime Minister (1964) toneel
- A Matter of Gravity (originele titel Call Me Jacky) (1967) toneel
- Autobiography (1969)
- Four Plays (1970)
- Poems (1978)
- Letters to Frank Harris & Other Friends (1980)
- Early Poems (1987)

## Externe bronnen
Enid Bagnold (1889–1981) op IMDb
- Bibsys: 90061864
- Biblioteca Nacional de España: XX1107016
- Bibliothèque nationale de France: cb12063487d (data)
- CiNii: DA0245177X
- Digitale Bibliotheek voor de Nederlandse Letteren: bagn001
- Gemeinsame Normdatei: 118829483
- International Standard Name Identifier: 0000 0001 1021 1918
- Library of Congress Control Number: n80005746
- Nationale Bibliotheek van Tsjechië: ola2003191618
- Nationale bibliotheek van Australië: 35011875
- Nationale Bibliotheek van Israël: 987007279141705171
- Nederlandse Thesaurus van Auteursnamen: 070246491
- Réseau des bibliothèques de Suisse occidentale: 02-A002960266
- SNAC: w6gt5mzb
- Système universitaire de documentation: 081946783
- Trove: 789207
- Virtual International Authority File: 12329893
- WorldCat: E39PBJvMBJVyP4CK8pwGbBJYyd